# MiniDiscs (Hacked)
MiniDiscs (Hacked) (stilizzato come MINIDISCS [HACKED]) è la terza raccolta del gruppo musicale britannico Radiohead, autoprodotta e pubblicata l'11 giugno 2019.

## Descrizione
Pubblicato esclusivamente su Bandcamp, contiene oltre sedici ore di musica inedita o registrata dal vivo tratte dal periodo compreso o successivo alle sessioni di registrazione del terzo album OK Computer, tra cui una versione da dodici minuti di Paranoid Android e una versione alternativa del brano True Love Waits registrata dalla band (la versione finale acustica appare nel nono album A Moon Shaped Pool). La distribuzione del materiale è avvenuta come segno di risposta del gruppo a un hacker che ha avuto accesso all'archivio dei minidisc del frontman Thom Yorke e che aveva intenzione di rivendere a una cifra di 150 000 dollari.
L'intero ricavato dall'acquisto della raccolta verrà devoluto in beneficenza al movimento Extinction Rebellion.

## Tracce
1. MD111 – 70:47
2. MD112 – 61:27
3. MD113 – 65:08
4. MD114 – 57:21
5. MD115 – 57:04
6. MD116 – 25:57
7. MD117 – 55:28
8. MD118 – 57:03
9. MD119 – 53:37
10. MD120 – 58:17
11. MD121 – 60:21
12. MD122 – 73:13
13. MD123 – 17:52
14. MD124 – 72:22
15. MD125 – 56:10
16. MD126 – 78:04
17. MD127 – 26:49
18. MD128 – 41:52